# Африканский Кубок чемпионов 1966
Африканский Кубок чемпионов 1966 — второй розыгрыш турнира. В соревновании стартовало 13 команд, победитель предыдущего розыгрыша — камерунский «Орикс» был сразу допущен в полуфинал. Турнир проходил по олимпийской системе, команды проводили друг с другом по два матча. Победителем стал представитель Кот-д'Ивуара — «Стад Абиджан».

## Первый раунд
| Команда 1                | Итог     | Команда 2     | 1-й матч | 2-й матч |
| ------------------------ | -------- | ------------- | -------- | -------- |
| Конакри I                | отказ    | УС Гори       | -        | -        |
| Дьябль Нуар              | 3:2      | Дрэгонз       | 1:2      | 2:0      |
| Эфио-Семент              | 1:10     | Аль-Хиляль    | 1:4      | 0:6      |
| Этуаль Филант (Ломе)     | 0:6      | Асанте Котоко | 0:3      | 0:3      |
| Этуаль Филант (Уагадугу) | 3:4      | Стад Абиджан  | 2:0      | 1:4      |
| Инвинсибл Элевен         | 2:9      | АС Реал       | 2:3      | 0:6      |
| Орикс Дуала              | без игры |               |          |          |

## Четвертьфиналы
| Команда 1     | Итог     | Команда 2    | 1-й матч | 2-й матч |
| ------------- | -------- | ------------ | -------- | -------- |
| Аль-Хиляль    | 10:2     | Дьябль Нуар  | 6:1      | 4:1      |
| Асанте Котоко | 2:3      | Стад Абиджан | 0:1      | 2:2      |
| АС Реал       | 5:3      | Конакри I    | 2:1      | 3:2      |
| Орикс Дуала   | без игры |              |          |          |

## Полуфиналы
| Команда 1   | Итог | Команда 2    | 1-й матч | 2-й матч |
| ----------- | ---- | ------------ | -------- | -------- |
| Аль-Хиляль  | 3:4  | Стад Абиджан | 1:0      | 2:4      |
| Орикс Дуала | 4:7  | АС Реал      | 2:4      | 2:3      |

## Финал
| 11 декабря 1966                             | \| АС Реал \| 3:1 \| Стад Абиджан \| \| Салиф Кейта 57′ (пен.) — · Идрисса Туре 77′ \| Голы \| — Петер \| | Омниспорт, Бамако |
| АС Реал                                     | 3:1 | Стад Абиджан      |
| Салиф Кейта 57′ (пен.) — · Идрисса Туре 77′ | Голы | — Петер           |

| 25 декабря 1966                         | \| Стад Абиджан \| 4:1 д.в. \| АС Реал \| \| Морис 30′ — · Ахибо 108′ · Блезири 117′ \| Голы \| Мусса Диалло 100′ \| | Стад Уфуэ-Буаньи, Абиджан |
| Стад Абиджан                            | 4:1 д.в. | АС Реал                   |
| Морис 30′ — · Ахибо 108′ · Блезири 117′ | Голы | Мусса Диалло 100′         |

## Чемпион
| Победитель Африканского Кубка чемпионов 1966 |
| -------------------------------------------- |
| Стад Абиджан 1-й титул                       |